# Saint-Eustache-la-Forêt

Saint-Eustache-la-Forêt este o comună în departamentul Seine-Maritime, Franța. În 1 ianuarie 2022 avea o populație de 1.213 de locuitori.